# Louis Pierre Ancillon de La Sablonnière
Pour les articles homonymes, voir Ancillon et Sablonnière.
Louis Pierre Ancillon de La Sablonnière (aussi écrit Louis Pierre Auzillon de la Sablonnière) est le fondateur en 1741 de la mine de bitume de Merkwiller-Pechelbronn (Bas-Rhin, Alsace), qui a ensuite appartenu à Antar.

## Biographie
Louis Pierre Ancillon de La Sablonnière est interprète de l'ambassadeur de France en Suisse, puis trésorier-général de la ligue des cantons Suisses et des Grisons.
Il succède à Jean Damascène Eirinis , le fils du physicien/savant Eirini d'Eirinis, et premier exploitant de la source de Pechelbronn dès 1735. Louis Pierre Ancillon de La Sablonnière obtient un privilège royal lui permettant d'exploiter la source Baechel-Brunn (qui donnera Pechelbronn) au sud de Lampertsloch, le 11 octobre 1740.
En 1740, par l'offre de 40 actions en bourse, il crée la première compagnie pétrolière par action en France,,